# 27.º Troféu HQ Mix
O 27º Troféu HQ Mix foi realizado no dia 12 de setembro de 2015 no Teatro SESC Pompeia, em São Paulo, com apresentação de Serginho Groisman. A premiação, referente aos lançamentos de quadrinhos de 2014, é baseada em votação realizada entre desenhistas, roteiristas, professores, editores, pesquisadores e jornalistas ligado à área de quadrinhos no Brasil. O troféu (que homenageia um autor diferente a cada ano) representava o personagem Diomedes, criado por Lourenço Mutarelli.
Um júri de especialistas e jornalistas na área de quadrinhos e humor gráfico foi selecionado para a definição da lista de indicados. Fizeram parte do júri Daniel Lopes, Heitor Pitombo, Jota Silvestre, Marcelo Naranjo, Michelle Ramos, Télio Navega e Will. Em 8 de junho, uma lista com os pré-indicados em todas as categorias foi divulgada no blog oficial do prêmio, sendo aberta para discussão (exceção para as categorias "Web Tiras" e "Web Quadrinhos", que contaram com inscrições prévias, enviadas por e-mail para os organizadores). Todas as categorias de 2014 se mantiveram, com exceção de "Destaque latino-americano" e "Destaque língua portuguesa".
Após avaliação das sugestões, os membros do júri fizeram alterações na lista de indicados, divulgando-a oficialmente em 17 de junho. Em 2015, foram sete indicados por categoria e, diferente dos anos anteriores, não foi possível escolher um nome que não estivesse entre os indicados.

## Prêmios[1][3]
| Categoria                                | Vencedor(es) | Outros indicados |
| ---------------------------------------- | --- | --- |
| Adaptação para os quadrinhos             | Grande Sertão: Veredas Eloar Guazzelli e Rodrigo Rosa / editora Globo                                                                                          | - A Invenção de Morel (L&PM) - A Morte de Ivan Ilitch (Peirópolis) - Cânone Gráfico (Boitempo/Barricada) - Helena (NePOP) - Kaputt (WMF Martins Fontes) - O Estrangeiro (Quadrinhos na Cia) |
| Desenhista de humor gráfico              | Dálcio Machado | Eleito pela comissão e pelo júri especial |
| Desenhista estrangeiro                   | Andrew C. Robinson O Quinto Beatle | - Chris Samnee (Demolidor) - Fiona Staples (Saga) - Jeff Smith (Shazam & A Sociedade dos Monstros) - Masasumi Kakizaki (Hideout e Green Blood) - Paul Pope (Bom de Briga) - Salvador Sanz (Legião) |
| Desenhista nacional                      | Laudo Ferreira Jr. Yeshuah – Volume 3 – Onde Tudo Está | - Flávio Luiz Nogueira (Aú, o Capoerista e O Fantasma do Farol) - Luciano Salles (L`Amour: 12 oz) - Magno Costa (A Vida de Jonas) - Marcello Quintanilha (Tungstênio) - Marcelo D'Salete (Cumbe) - Shiko (Talvez Seja Mentira) |
| Destaque internacional                   | André Diniz 7 Vidas | - Fabio Moon e Gabriel Bá (Casanova) - Greg Tocchini (Low) - Gustavo Duarte (Guardiões da Galáxia) - Ivan Reis (Aquaman e Multiversity) - Mike Deodato Jr. (Novos Vingadores) - Rafael Albuquerque (Vampiro Americano e Batman) |
| Dissertação de Mestrado                  | Ela não pode ser assim tão fofa! Apropriação e circulação de mangás Lolicon Natália Marques Cavalcante de Oliveira / Universidade Federal de Santa Catarina    | Eleito pela comissão e pelo júri especial |
| Edição especial estrangeira              | O Quinto Beatle Vivek J. Tiwary, Andrew C. Robinson e Kyle Baker / editora Aleph                                                                               | - Bom de Briga (Quadrinhos na Cia) - O Cão que Guarda as Estrelas (JBC) - Olympe de Gouges (Record) - Os Ignorantes – Relato de Duas Iniciações (WMF Martins Fontes) - Saga vol. 1 (Devir) - Shazam & A Sociedade dos Monstros (Panini) |
| Edição especial nacional                 | A Vida de Jonas Magno Costa / editora Zarabatana | - Aos Cuidados de Rafaela (Zarabatana) - Cumbe (Veneta) - Duas Luas (Gibiz) - Klaus (Balão Editorial) - L'Amour: 12 oz (Mino) - Tungstênio (Veneta) |
| Editora do ano                           | JBC | - HQM - WMF Martins Fontes - Nemo - Panini - Zarabatana |
| Editora do ano                           | Veneta | - HQM - WMF Martins Fontes - Nemo - Panini - Zarabatana |
| Evento                                   | Comic Con Experience São Paulo | - Brasil Comic Con (São Paulo) - Fest Comix (São Paulo) - Festival Guia dos Quadrinhos (São Paulo) - Gibicon (Curitiba) - Multiverso Comic Con (Canoas) - Ugra Zine Fest (São Paulo) |
| Exposição                                | Ocupação Laerte Itaú Cultural | - Breve História do Mangá no Brasil (Gibicon/JBC) - David Lloyd - Um Inglês e o Brasil (Gibicon) - Exposição Kim Jung Gi - O gigante do oriente (Gibicon) - Imersão - Renato Guedes (Galeria Ornitorrinco e Gibicon) - Luz e Sombras - O Universo Fantástico de Salvador Sanz (Gibicon) - O Mundo Segundo Mafalda (Praça das Artes)                                 |
| Grande contribuição                      | ProAc - Programa de Ação Cultural Secretaria de Cultura do Estado de São Paulo                                                                                 | Eleito pela comissão e pelo júri especial |
| Grande mestre                            | Watson Portela | Eleito pela comissão e pelo júri especial |
| Homenagem especial                       | Lilian Mitsunaga | Eleito pela comissão e pelo júri especial |
| Livro teórico                            | Humor Paulistano - A Experiência da Circo Editorial, 1984-1995 Toninho Mendes (org.) / editora SESI-SP                                                         | - A Arte de Neil Gaiman – Harley Campbell - Heróis dos Animês - André Morelli - O Uso das Cores - Cris Peter - Quadrinhos e literatura: diálogos possíveis - Paulo Ramos, Waldomiro Vergueiro e Diego Figueira (orgs.) - Quadrinhos: história moderna de uma arte global - Dan Mazur e Alexander Danner - Tiras Livres: Um Novo Gênero dos Quadrinhos - Paulo Ramos |
| Novo talento (desenhista)                | Felipe Nunes Klaus | - Gabriel Jardim (Café) - Germana Viana (Lizzie Bordello e as Piratas do Espaço) - Gustavo Borges (Edgar, Em Busca da Energia dos Ventos) - Marco Oliveira (Aos Cuidados de Rafaela) - Samanta Flôor (Click) - Thiago Souto (Mikrokosmos) |
| Novo talento (roteirista)                | Bianca Pinheiro Dora e Bear | - Clayton InLoco (Hurula) - Felipe Nunes (Klaus) - Guilherme de Sousa (A Última Bailarina) - Gustavo Borges (Edgar, Em Busca da Energia dos Ventos) - Samanta Flôor (Click) - Zé Wellington (Quem Matou João Ninguém) |
| Produção para outras linguagens          | Cena HQ Projeto teatral apresentado na Caixa Cultural | - Agents of S.H.I.E.L.D. (2.ª temporada) (série de TV) - Capitão América 2: O Soldado Invernal (filme) - Guardiões da Galáxia (filme) - Lili, a Ex (série de TV) - Luzcia, a Dona do Boteco (curta baseado em HQ de Luciano Salles) - X-Men: Dias de Um Futuro Esquecido (filme)                                                                                    |
| Projeto editorial                        | Humor Paulistano - A Experiência da Circo Editorial, 1984-1995 Toninho Mendes (org.) / editora SESI-SP                                                         | - Cânone Gráfico (Boitempo/Barricada) - Coleção Histórica Marvel (Panini) - Grande Sertão Veredas (Globo) - Graphic MSP (Panini) - Série Recordatório (Marsupial) - Selo Vertigo (Panini) |
| Publicação de aventura / terror / ficção | Astronauta - Singularidade Danilo Beyruth / editora Panini | - 20th Century Boys (Panini) - All You Need Is Kill 1 e 2 (JBC) - Demolidor 3 a 6 (Panini) - John Constantine – Hellblazer – Infernal vols. 1 a 3 (Panini) - Ronda Noturna (Zarabatana) - Zero Point (HQM) |
| Publicação de clássico                   | A Saga do Monstro do Pântano - Volumes 1 a 3 vários autores / editora Panini                                                                                   | - Coleção Marvel Terror: A Tumba de Drácula vol. 1 (Panini) - Creepy, Contos Clássicos de Terror vol. 2 (Devir) - Do Inferno (Veneta) - Lucky Luke vol.4 (Zarabatana) - Miracleman 1 (Panini) - Surfista Prateado – Parábola (Panini) |
| Publicação de humor gráfico              | Có! & Birds Gustavo Duarte / editora Quadrinhos na Cia | - As Periquitas 1 (Kalaco) - GRUMP, Naqueles Tempos - 20 anos de História (Independente) - Lizzie Bordello e as Piratas do Espaço (Jambô) - Nenhum Dia Sem um Traço (Independente) - O Livro de Ouro do Recruta Zero 1 (Pixel) - Pensamentos Babacas (Independente)                                                                                                 |
| Publicação de tiras                      | A Vida com Logan - para ler no sofá Flavio Soares / editora Jupati                                                                                             | - Armandinho (Independente) - Calvin e Haroldo - As Tiras de Domingo 1985-1995 (Conrad) - Grump - Naqueles Tempos (Independente) - Macanudo 7 (Zarabatana) - Valente - Para o que der e vier (Panini) - Vida e Obra de Terêncio Horto (Quadrinhos na Cia) |
| Publicação independente de autor         | Edgar 1 Gustavo Borges | - Magra de Ruim (Sirlanney Nogueira) - Mayara & Annabelle vol. 1 (Pablo Casado e Talles Rodrigues) - Nenhum Dia Sem Um Traço (Ernani Cousandier) - Pátria Armada (Klebs Junior) - Revolta! (André Caliman) - Smegma Comix 1 (Pablo Carranza) |
| Publicação independente de grupo         | QUAD 2 vários autores | - 321 Fast Comics - Café Espacial 13 - Fronteira Livre - O Gralha – Tão Banal Quanto Original - Um Rock para Caçador - Vigor Mortis Comics 2 - Sangue, Suor e Nanquim |
| Publicação independente edição única     | Quaisqualigundum Davi Calil e Roger Cruz | - A Última Bailarina (Guilherme de Souza) - Captar (Camilo Solano e Thobias Daneluz) - Click (Samanta Floor) - Dora (Bianca Pinheiro) - Morphine (Mário Cau) - Talvez Seja Mentira (Shiko) |
| Publicação infantojuvenil                | Aú, o Capoerista e o Fantasma do Farol Flávio Luiz / editora Papel A2 Texto & Arte                                                                             | - Bear 1 (Nemo) - Bidu: Caminhos (Panini) - Bolinha e os homenzinhos de Marte (Pixel) - Da Terra à Lua (Desiderata) - O Cão que Guarda as Estrelas (JBC) - Valente – Para o que der e vier (Panini) |
| Publicação mix                           | Gibi Quântico vários autores / independente | - Clássicos Revisitados vol. 2 - Monstros Noir (Independente) - Dark Horse Apresenta 1 e 2 (HQ Maniacs) - Henshin! Mangá (JBC) - Imaginários em Quadrinhos vol. 3 (Draco) - Juiz Dredd Magazine (Mythos) - Safadas vols. 1 a 4 (Nemo) |
| Roteirista estrangeiro                   | Mark Waid Demolidor | - Alan Moore (Juiz Dredd Magazine e Fashion Beast) - Brian K. Vaughan (Saga vol. 1) - Étienne Davodeau (Os Ignorantes) - José-Louis Bocquet (Olympe de Gouges) - Matt Fraction (Gavião Arqueiro) - Naoki Urasawa (20th Century Boys) |
| Roteirista nacional                      | Marcello Quintanilha Tungstênio | - André Diniz (Duas Luas) - Eloar Guazzelli Filho (Kaputt) - Laudo Ferreira Jr. (Yeshuah vol. 3 – Onde Tudo Está) - Magno Costa (A Vida de Jonas) - Marcelo D'Salete (Cumbe) - Marcelo Saravá (Aos Cuidados de Rafaela) |
| Tese de Doutorado                        | Sindicalismo, Piratas e Cabelo Chanel: leituras e reciclagem cultural em obras Cláudio José Meneses de Oliveira / Universidade Federal da Bahia                | Eleito pela comissão e pelo júri especial |
| Tira nacional                            | Malvados André Dahmer | - A Vida como ela Yeah Adão Iturrusgarai) - Chiclete com Banana (Angeli) - Manual do Minotauro (Laerte Coutinho) - Mentirinhas (Fabio Coala) - Níquel Náusea (Fernando Gonsales) - Salmonelas (Benett) |
| Trabalho de conclusão de curso           | Histórias em quadrinhos online: a prototipagem da webcomic "Frankestino" Maria Fernanda Milão Fuscaldo / Pontifícia Universidade Católica do Rio Grande do Sul | Eleito pela comissão e pelo júri especial |
| Web quadrinhos                           | Beladona Ana Recalde e Denis Mello | - Bear - Edgar - O Diário de Virginia - Quadrinhos Ácidos - Salsicha em Conserva - Terapia |
| Web tiras                                | Will Tirando Will Leite | - A Vida com Logan - Coelho Nero - Edibar - Mentirinhas - Um Sábado Qualquer - Última Quimera |